# Heterotrimery
Heterotrimery – związki chemiczne zbudowane z trzech różnych fragmentów, które wykazują jednak pewne podobieństwo strukturalne. Jest to pojęcie stosowane głównie w biochemii – zwłaszcza w stosunku do cukrów i białek. Przykładem  heterotrimeru jest białko G.